# Camps e Sent Maturin de Leubagel
Camps, Sent Maturin e Leubagel (en francès Camps-Saint-Mathurin-Léobazel) és un municipi francès situat al departament de la Corresa i a la regió de la Nova Aquitània.

## Demografia
| 1962                                       | 1968 | 1975 | 1982 | 1990 | 1999 | 2007 |
| ------------------------------------------ | ---- | ---- | ---- | ---- | ---- | ---- |
| 451                                        | 457  | 381  | 341  | 293  | 242  | 249  |
| Des de 1962: població sense dobles comptes |      |      |      |      |      |      |

## Administració
| Període   | Identitat          | Partit |
| --------- | ------------------ | ------ |
| 1995-2008 | Jean-Pierre Briges |        |
| 2008-     | Jean Pestourie     |        |